# ديف ميرفي
ديف ميرفي (بالإنجليزية: Dave Murphy)‏ هو شخصية أعمال وسياسي أمريكي، ولد في 26 نوفمبر 1954 في أبلتون في الولايات المتحدة. حزبياً، نشط في الحزب الجمهوري. وقد انتخب عضو جمعية ولاية ويسكونسن.